# Benito Vicioso Trigo
Benito Vicioso Trigo (3 de junio de 1850 - 4 de agosto de 1929) fue un químico, farmacéutico, botánico y explorador español.

## Biografía
Desarrolló una intensa actividad científica reflejada en sus comunicaciones a la Sociedad Aragonesa de Ciencias Naturales. Formado en la escuela de los anteriores, pues de ella puede considerarse su maestro, el farmacéutico de Segorbe D. Carlos Pau y Español, son notables sus trabajos sobre Líquenes y Muscíneas, que luego extiende a fanerogamia de la zona del Moncayo y Calatayud y posteriormente a Andalucía y Marruecos. Publicó en el Bol. de la Sociedad Aragonesa sus trabajos «Muscíneas Aragonesas», «Apuntes para la la Flora Bilbilitana» y
«Plantas de Aragón».
Identificó tres especies de plantas exclusivas de Calatayud, deslindando los caracteres de otra del género Saxifraga con la que se confundía con frecuencia, reduciendo a una sola la especie típica.
Comenzó su itinerario botánico en la "Estación Alpina de Biología de Cercedilla", siendo discípulo de Carlos Pau. Sus investigaciones en líquenes, muscíneas y fanerógamas las publica en la "Sociedad Aragonesa de Ciencias Naturales". Realiza sus exploraciones botánicas a la comarca de Calatayud, y las extiende a Andalucía y Marruecos. Y es destinado a Zaragoza, en la que permanecería hasta su deceso en 1929.
Fue reacio a publicar nominalmente, negándoselo inclusive al propio Pau.

## Algunas publicaciones
- Flora ortológica de la Sierra de Guadarrama (en colab. con Beltran, F.). Trabajos del Museo Nacional de Ciencias Naturales.Serie botánica n.º 1
- Enumeración y distribución geográfica de las Muscineas de la Península Ibérica. Trab, del Museo N. de C. N. Serie bot. n.º 8
- Briófitas. — Primera parte Hepáticas. Flora Ibérica. - Instituto Nacional de Ciencias. — 1919
- Sphagnum Pylaiei Brids. en el NW de la Península ibérica. Boletín de la R. Soc. Esp. de H. N. 1920
- Calypogeia argüía Mees et Mont., var. spinulosa v. nov.. Tomo extraordinario de la R. Soc. Esp. de H. N. 1921
- Esfagnos de la Península Ibérica. Memorias de la R. Soc. Esp. de H. N. t. XIII. Mem. 1. 1925
- Sobre un caso de cloración en Pyrethrum parthenium Lin. Bol. de la R. Soc. Esp. de H. N. 1925
- Sobre el sentido de la torsión de los pedicelos y peristomasdel esporogonio de los musgos. Bol. de la R. Soc. Esp. de H. N. 1926

- La abreviatura «Vicioso» se emplea para indicar a Benito Vicioso Trigo como autoridad en la descripción y clasificación científica de los vegetales.[3]